# Boris Céspedes
Boris Adrián Cespedes (Santa Cruz de la Sierra, 19 giugno 1995) è un calciatore boliviano con cittadinanza svizzera, centrocampista svincolato della nazionale boliviana.

## Carriera
Cresciuto nelle giovanili del Servette, segna la sua prima rete in massima serie in occasione della partita dell'8 dicembre 2019 contro lo Zurigo.

## Statistiche

### Cronologia presenze e reti in nazionale
| Cronologia completa delle presenze e delle reti in nazionale ― Bolivia | Cronologia completa delle presenze e delle reti in nazionale ― Bolivia | Cronologia completa delle presenze e delle reti in nazionale ― Bolivia | Cronologia completa delle presenze e delle reti in nazionale ― Bolivia | Cronologia completa delle presenze e delle reti in nazionale ― Bolivia | Cronologia completa delle presenze e delle reti in nazionale ― Bolivia | Cronologia completa delle presenze e delle reti in nazionale ― Bolivia | Cronologia completa delle presenze e delle reti in nazionale ― Bolivia |
| Data                                                                   | Città                                                                  | In casa                                                                | Risultato                                                              | Ospiti                                                                 | Competizione                                                           | Reti                                                                   | Note                                                                   |
| ---------------------------------------------------------------------- | ---------------------------------------------------------------------- | ---------------------------------------------------------------------- | ---------------------------------------------------------------------- | ---------------------------------------------------------------------- | ---------------------------------------------------------------------- | ---------------------------------------------------------------------- | ---------------------------------------------------------------------- |
| 9-10-2020                                                              | San Paolo                                                              | Brasile                                                                | 5 – 0                                                                  | Bolivia                                                                | Qual. Mondiali 2022                                                    | -                                                                      | 46’ 90’                                                                |
| 13-10-2020                                                             | La Paz                                                                 | Bolivia                                                                | 1 – 2                                                                  | Argentina                                                              | Qual. Mondiali 2022                                                    | -                                                                      | 64’                                                                    |
| 18-11-2020                                                             | Asunción                                                               | Paraguay                                                               | 1 – 2                                                                  | Bolivia                                                                | Qual. Mondiali 2022                                                    | 1                                                                      | 81’                                                                    |
| 9-6-2021                                                               | Santiago del Cile                                                      | Cile                                                                   | 1 – 1                                                                  | Bolivia                                                                | Qual. Mondiali 2022                                                    | -                                                                      | 46’                                                                    |
| 14-6-2021                                                              | Goiânia                                                                | Paraguay                                                               | 3 – 1                                                                  | Bolivia                                                                | Coppa America 2021 - 1º turno                                          | -                                                                      | 46’                                                                    |
| 28-6-2021                                                              | Cuiabá                                                                 | Bolivia                                                                | 1 – 4                                                                  | Argentina                                                              | Coppa America 2021 - 1º turno                                          | -                                                                      | 61’                                                                    |
| 8-10-2021                                                              | Guayaquil                                                              | Ecuador                                                                | 3 – 0                                                                  | Bolivia                                                                | Qual. Mondiali 2022                                                    | -                                                                      | 66’                                                                    |
| 24-3-2023                                                              | Gedda                                                                  | Uzbekistan                                                             | 1 – 0                                                                  | Bolivia                                                                | Amichevole                                                             | -                                                                      | 69’                                                                    |
| 28-3-2023                                                              | Gedda                                                                  | Arabia Saudita                                                         | 1 – 2                                                                  | Bolivia                                                                | Amichevole                                                             | -                                                                      | 65’                                                                    |
| 20-6-2023                                                              | Santa Cruz de la Sierra                                                | Bolivia                                                                | 0 – 0                                                                  | Cile                                                                   | Amichevole                                                             | -                                                                      | 60’                                                                    |
| 8-9-2023                                                               | Belém                                                                  | Brasile                                                                | 5 – 1                                                                  | Bolivia                                                                | Qual. Mondiali 2026                                                    | -                                                                      | 59’                                                                    |
| 12-10-2023                                                             | La Paz                                                                 | Bolivia                                                                | 1 – 2                                                                  | Ecuador                                                                | Qual. Mondiali 2026                                                    | -                                                                      | 67’                                                                    |
| 17-10-2023                                                             | Asunción                                                               | Paraguay                                                               | 1 – 0                                                                  | Bolivia                                                                | Qual. Mondiali 2026                                                    | -                                                                      | 81’                                                                    |
| 22-3-2024                                                              | Baraki                                                                 | Algeria                                                                | 3 – 2                                                                  | Bolivia                                                                | Amichevole                                                             | -                                                                      | 83’                                                                    |
| 25-3-2024                                                              | Annaba                                                                 | Bolivia                                                                | 1 – 0                                                                  | Andorra                                                                | Amichevole                                                             | -                                                                      | 46’                                                                    |
| 31-5-2024                                                              | Chicago                                                                | Messico                                                                | 1 – 0                                                                  | Bolivia                                                                | Amichevole                                                             | -                                                                      | 66’                                                                    |
| 12-6-2024                                                              | Chester                                                                | Ecuador                                                                | 3 – 1                                                                  | Bolivia                                                                | Amichevole                                                             | -                                                                      | 46’                                                                    |
| 27-6-2024                                                              | East Rutherford                                                        | Uruguay                                                                | 5 – 0                                                                  | Bolivia                                                                | Coppa America 2024 - 1º turno                                          | -                                                                      |                                                                        |
| 1-7-2024                                                               | Orlando                                                                | Bolivia                                                                | 1 – 3                                                                  | Panama                                                                 | Coppa America 2024 - 1º turno                                          | -                                                                      | 63’                                                                    |
| Totale                                                                 |                                                                        | Presenze                                                               | 19                                                                     |                                                                        | Reti                                                                   | 1                                                                      |                                                                        |

## Palmarès

### Club

#### Competizioni nazionali
- Challenge League: 1

Servette: 2018-2019